# برگ گندمی پهن
برگ گندمی پهن، چیرکو برگ پهن (نام علمی: Agriophyllum latifolium) نام یک گونه  از سردهٔ برگ گندمی است. سرده برگ گندمی در ایران سه گونه گیاه شن دوست دارد و اغلب روی تپه‌های شنی بیابانی و ساحلی می‌رویند.